# Barcino
Barcino fue una ciudad romana de la provincia de la Tarraconense, en la Hispania Citerior, correspondiente a la actual Barcelona (España). Fue fundada en una fecha indeterminada durante el reinado del emperador Augusto (27 a. C.-14 d. C.) con el nombre de Colonia Iulia Augusta Faventia Paterna Barcino. Se ubicó en un promontorio del llano de Barcelona conocido como el monte Táber, en un lugar donde anteriormente hubo con probabilidad un poblado layetano. Aunque de escasas dimensiones, fue una ciudad próspera debido a su situación estratégica, con una economía basada en la agricultura y el comercio. Su mayor esplendor se produjo entre los siglos ii y iii, en que comenzó una cierta decadencia en paralelo al resto del Imperio romano. Sin embargo, en el siglo IV gozó de un nuevo período de relevancia en el que superó incluso en primacía a la capital de la región, Tarraco, debido sobre todo a su muralla, que la protegía de invasiones. Con la caída del Imperio y la llegada de los visigodos, su posterior evolución es ya la de la actual Barcelona.

## Toponimia
El origen y significado del topónimo Barcino es incierto. Parece provenir de un poblado ibérico denominado Barkeno (), que se menciona en unos dracmas ibéricos del siglo II a. C. Esta forma se adaptó en latín como BARCĬNŌ cuando la ciudad fue fundada como colonia romana en el siglo I a. C. Algunas leyendas apuntan a un posible origen cartaginés, derivado de Amílcar Barca, pero parece poco probable.
La primera mención escrita sobre Barcino procede del siglo I d. C., efectuada por Pomponio Mela, mientras que en el siglo II d. C. el astrónomo Claudio Ptolomeo la menciona en griego como Βαϱϰινών (Barkinṓn) en su Geografía.

## Historia
Entre el siglo VI a. C. y el siglo I a. C., el llano de Barcelona estaba ocupado por los layetanos, un pueblo íbero que ocupaba las actuales comarcas del Barcelonés, el Vallés, el Maresme y el Bajo Llobregat. Los layetanos vivían de la agricultura, la ganadería y la minería —principalmente hierro, plata, cobre y oro—, y tenían contactos comerciales con la colonia griega de Emporion (Ampurias).
Según parece, el principal asentamiento ibérico de la zona estuvo en Montjuic, aunque la urbanización de la montaña en fechas recientes y su uso intensivo como cantera de piedra durante toda la historia de la ciudad ha provocado la pérdida de la mayoría de restos. Posiblemente, hubo otro asentamiento en el monte Táber, pero el único indicio es una estela de piedra con una inscripción ibérica hallada en una casa de la calle Arc de Sant Ramon del Call, encontrada en el siglo XIX y hoy ya perdida.

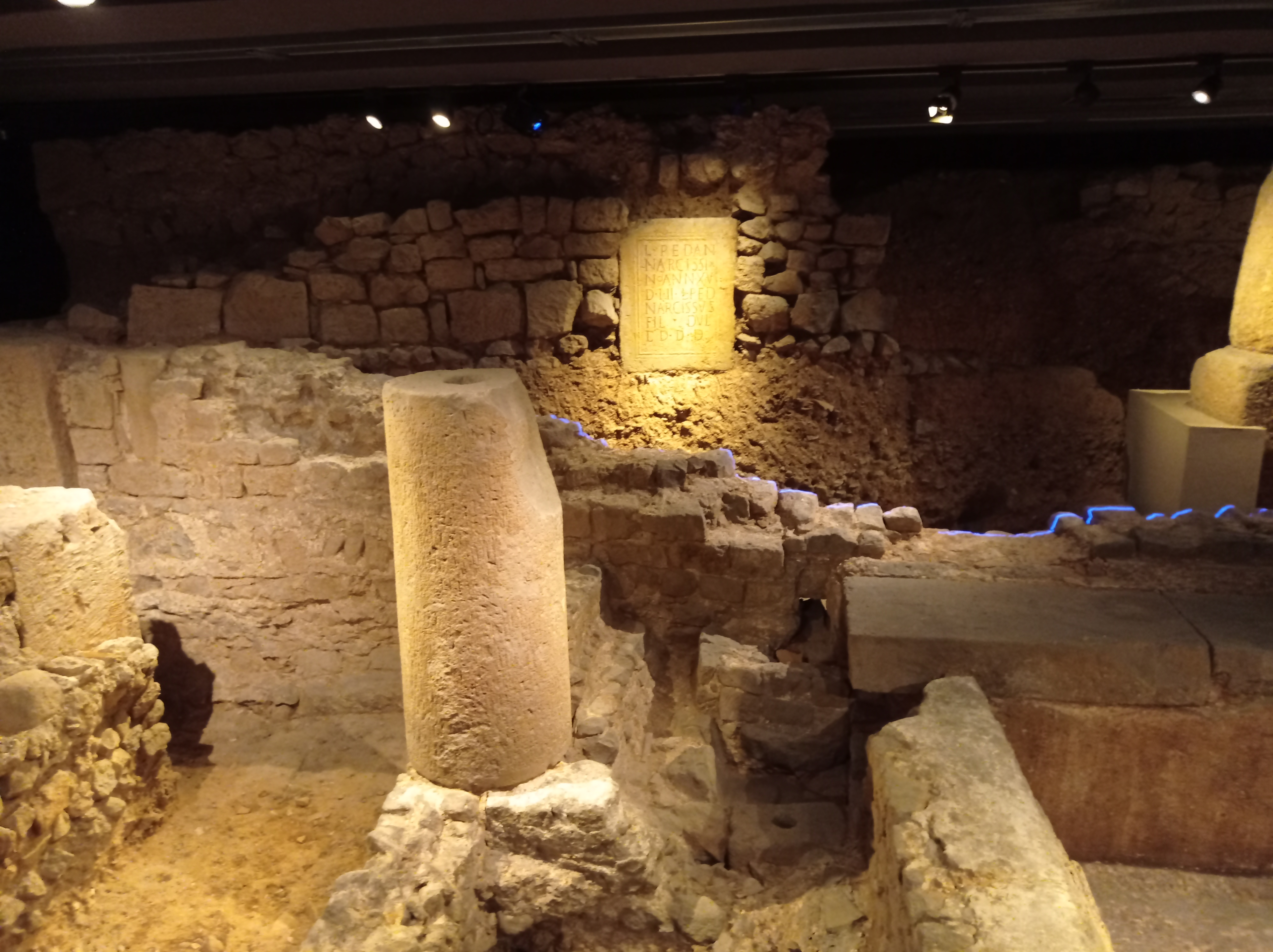
Restos arqueológicos romanos, Museo de Historia de Barcelona

La República romana entró por primera vez en la península ibérica en el transcurso de la segunda guerra púnica (218 a. C.), para contrarrestar el poder de los cartagineses en la zona, lo que acabó por devenir en el inicio de la conquista del territorio, un lento proceso que duraría casi dos siglos, hasta que el año 19 a. C. el emperador Augusto daría por concluido el control de la península. Las bases de actuación romana en la zona fueron inicialmente Emporion y Rhodae (actuales Ampurias y Rosas), así como la principal fundación romana en el territorio, Tarraco (Tarragona). Durante este período, los romanos seguramente ocuparían el enclave íbero situado en Montjuic, para controlar la desembocadura del Llobregat, un centro estratégico. Cabe suponer igualmente que durante este período se produciría una aculturación entre la población autóctona y los recién llegados.
Según parece, fue durante el reinado de Augusto (27 a. C.-14 a. C.) —el cual supuso la conversión de la República romana en imperio— cuando se fundó la colonia que daría origen a la ciudad, bautizada como Barcino, seguramente como latinización del nombre íbero Barkeno. Fundada entre el 15 a. C. y el 10 a. C., el asentamiento se ubicó en el monte Táber (25 m s. n. m.). El principal motivo de la elección de este lugar debió ser seguramente su puerto natural, si bien los aluviones de las torrenteras y la sedimentación de arena de las corrientes litorales irían dificultando el calado del puerto. El nuevo poblado recibió el nombre completo de Colonia Iulia Augusta Faventia Paterna Barcino.

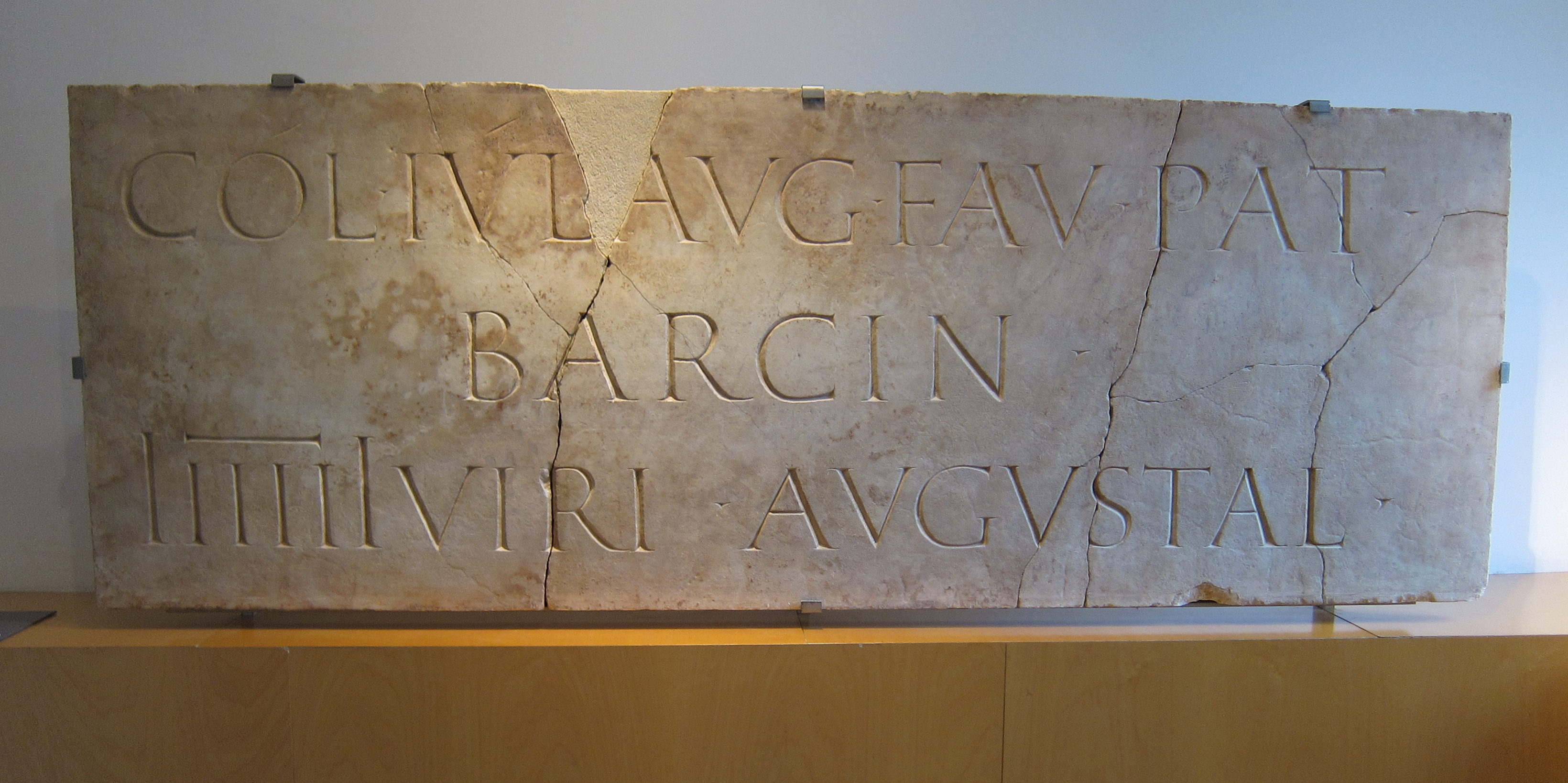
Estela romana de mármol con el nombre de Barcino (110-130 d. C.), Museo de Historia de Barcelona

Los primeros pobladores parecen haber sido legionarios licenciados de las guerras cántabras, libertos de la Narbonense y colonos itálicos. La ciudad se hallaba en un punto estratégico debido a su puerto y al paso por la misma de la Vía Augusta, que unía Hispania con Roma, motivo que propició su prosperidad económica, protagonizada principalmente por terratenientes y comerciantes, así como funcionarios, militares, artesanos y obreros.

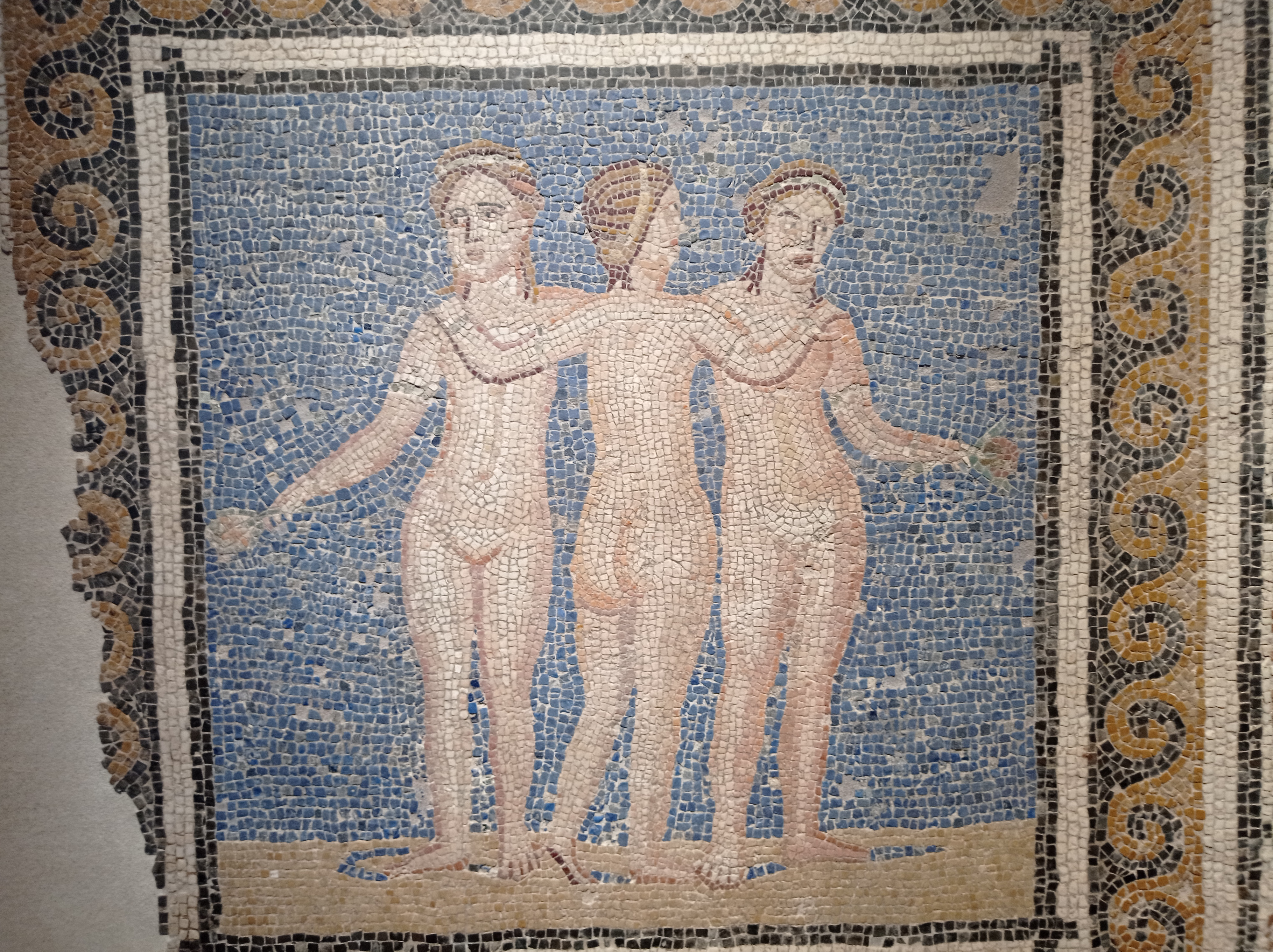
Mosaico de las Tres Gracias (c. finales siglo iii-inicios siglo iv), opus tessellatum de mármol y pasta vítrea, hallado en el convento de la Enseñanza de Barcelona, Museo de Arqueología de Cataluña

El papel estratégico de Barcino, punto de llegada de los grandes ejes norteño —Vía Augusta— y mediterráneo, otorgó a la ciudad desde muy pronto un activo desarrollo comercial y económico, favorecido igualmente por la exención de impuestos de que gozaba. El máximo esplendor de la época romana se dio durante los siglos ii y iii, con una población que debía oscilar entre los 3500 y 5000 habitantes. Por otro lado, hacia el siglo IV, Barcino había ya desplazado a Tarraco como referente de la región.
La principal actividad económica era el cultivo de tierras circundantes, especialmente la vid, que tenía buena fama y se exportaba a otras áreas del imperio como la Galia, Italia, el norte de África e incluso en la frontera germánica. Junto a la agricultura, destacaban la ganadería y la pesca. Las tierras en torno a la ciudad fueron repartidas entre los colonos mediante el sistema de centuriatio (centuriación). Además del vino, se exportaba cerámica, sal de las minas de Cardona y salazón de pescado (garum). Por el valor de los restos arqueológicos (tamaño del templo, abundancia de esculturas, mosaicos, ánforas) se ha determinado que los habitantes gozaron de un buen nivel de vida; sin embargo, no hay evidencias de que la ciudad tuviese teatro, anfiteatro ni circo.

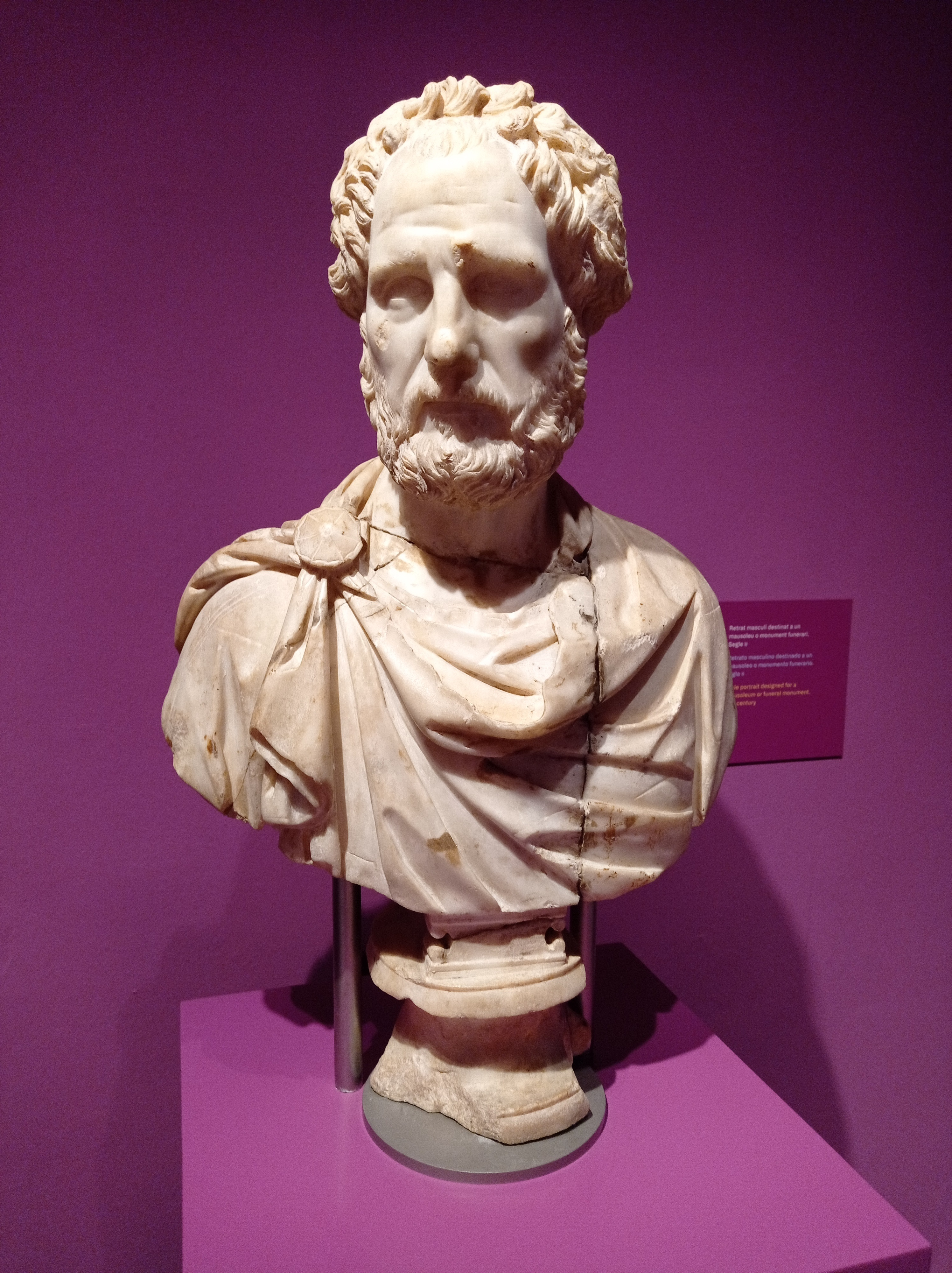
Retrato masculino destinado a un mausoleo o monumento funerario, Museo de Historia de Barcelona

El gobierno de la ciudad seguía el modelo que el imperio otorgaba a las colonias, que era relativamente autónomo. El municipio tenía jurisdicción sobre la ciudad (urbs) y el área rural que la rodeaba (territorium). La curia municipal (ordo decurionum), formada por un centenar de miembros (curiales), administraba todos los aspectos de la ciudad, tanto políticos como administrativos y judiciales. El gobierno efectivo recaía en unos funcionarios electos, los duunviros y los ediles. Las clases sociales se dividían entre ciudadanos (cives), domiciliados sin ciudadanía (incolae), residentes transitorios (hospites) y esclavos. Entre los pocos barcinoneses con nombre propio conocido destaca Lucio Minicio Natal (siglo II), tribuno militar, cuestor, pretor, senador, cónsul y augur, y ganador además de una prueba de carreras de cuadrigas en los antiguos Juegos Olímpicos (año 129).

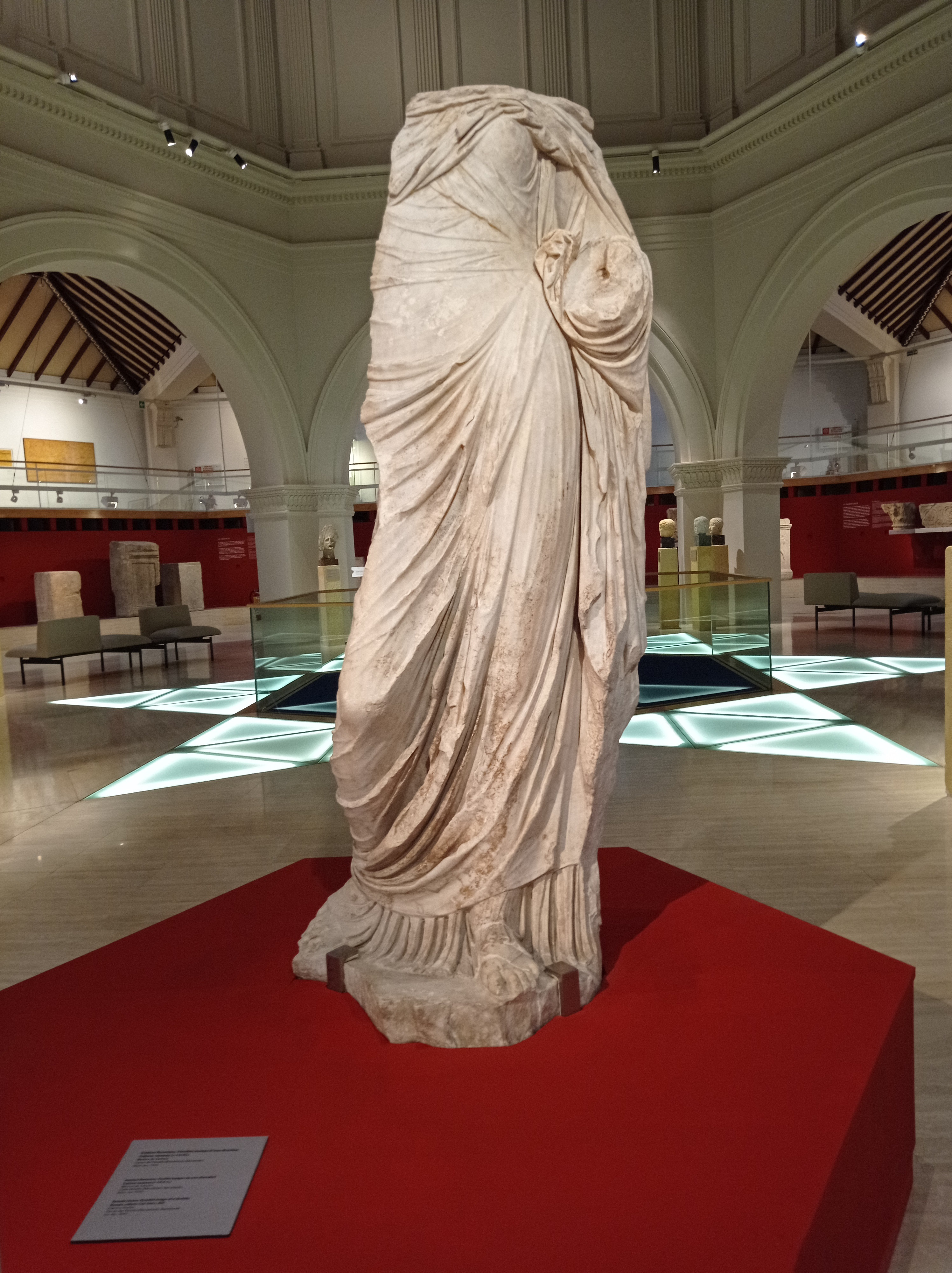
Estatua femenina (posiblemente una divinidad romana), hallada en la calle Paradís de Barcelona (c. siglo i-ii), Museo de Arqueología de Cataluña

En el siglo III, en paralelo al inicio de la decadencia del imperio, Barcino disminuyó de población y se enmarcó en un proceso de ruralización, aunque continuó con una cierta actividad política y cultural de relevancia en la zona.  En esa centuria comenzaron a establecerse las primeras comunidades cristianas en la región: hay constancia de una primitiva comunidad y obispo propio entre 260 y principios del siglo IV, período en el que surgieron las primeras veneraciones a cristianos martirizados durante la persecución de Diocleciano. Es el caso de san Cucufate, que fue martirizado en Castrum Octavium (actual San Cugat del Vallés); o de santa Eulalia, martirizada en Barcino el año 303, a los trece años. El cristianismo fue legalizado el año 313 por el emperador Constantino, a través del edicto de Milán. Por estas fechas aparece como obispo legendario de la ciudad san Severo, el cual sin embargo no está documentado. El primer obispo conocido de Barcino fue Pretextato, quien en el año 347 asistió al sínodo antiarriano de Sárdica (Bulgaria), con Osio de Córdoba. Le sucedió san Paciano (c. 360-390), considerado Padre de la Iglesia.

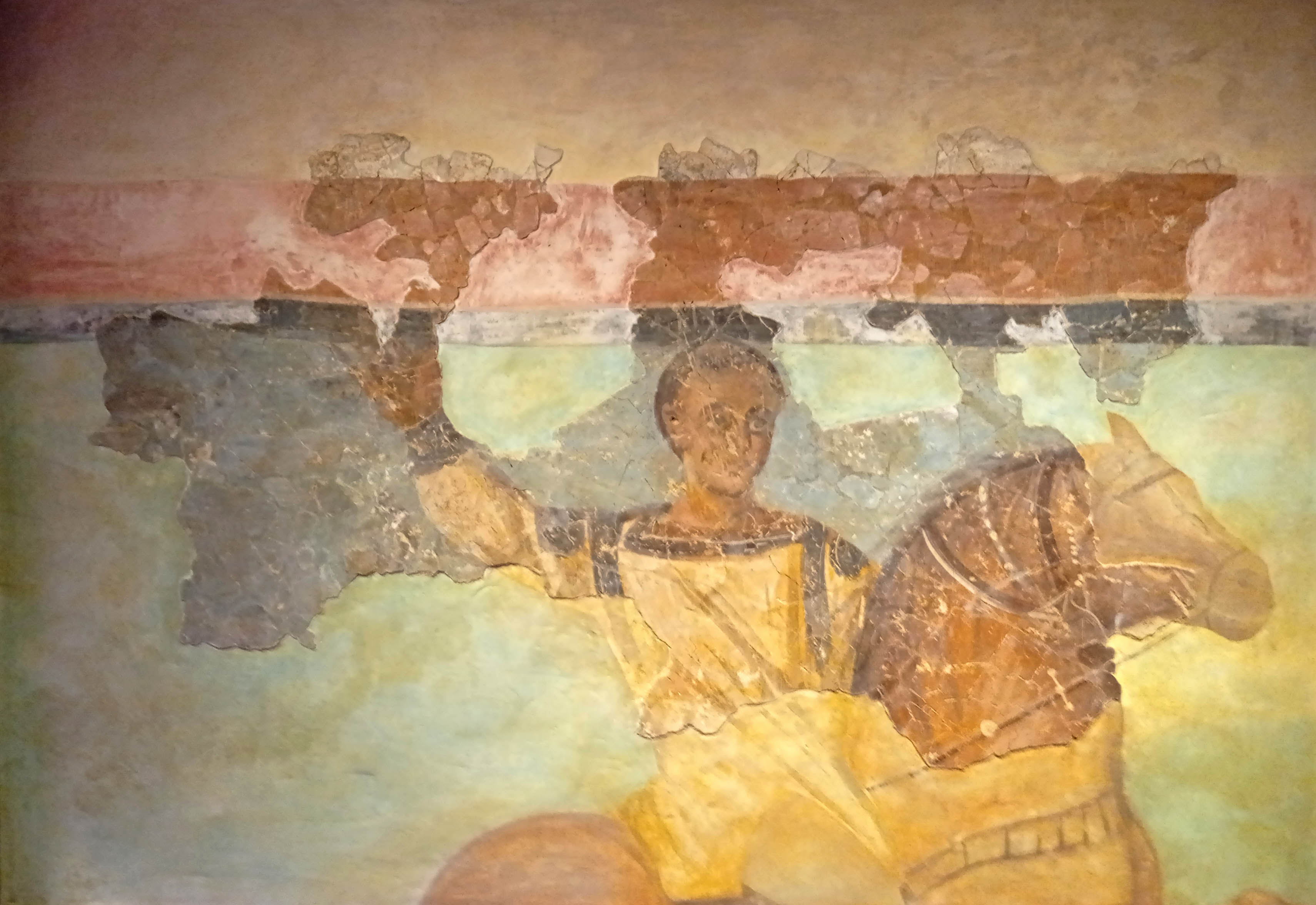
Pintura mural de un jinete hallada en la domus de la calle Bisbe Caçador, Museo de Historia de Barcelona

A finales del siglo IV, los municipios bajo el poder de Roma comenzaron a perder poder, ante la demanda por parte del imperio de más recursos económicos, lo que finalmente derivó en la ruralización de parte de la población y un moderado autogobierno de la ciudad. Finalmente, tras la muerte de Teodosio I (395), se produjo la separación definitiva del Imperio romano en dos: el Imperio romano de Oriente y el Imperio romano de Occidente. Durante este período, Barcino fue la capital de dos usurpadores del trono imperial: Máximo (409-411), un noble hispano que tomó el control de la Tarraconense, hasta ser capturado y ejecutado por el emperador Honorio; y Sebastián (444). Máximo llegó a acuñar unas monedas con la marca SMBA (Sacra Moneta Barcinonensis).
Entre los siglos iv y v la ciudad romana empezó una lenta decadencia. El centro de poder pasó del foro a la basílica cristiana —en la parte norte del recinto amurallado—, con lo que los edificios públicos situados en la zona del foro empezaron a degradarse y, o bien fueron desmantelados, o bien fueron destinados a otros usos. Las antiguas termas fueron reconvertidas en la iglesia de San Miguel. Muchas casas unifamiliares fueron divididas en varias viviendas, se estrecharon las calles para aprovechar más el espacio y el sistema de alcantarillado abandonándose progresivamente. Comenzaron a surgir edificaciones fuera de la muralla, en los llamados suburbium, donde se emplazaron diversos monasterios y basílicas martiriales, como Santa María de las Arenas (ubicada en el emplazamiento de la actual Santa María del Mar), San Cucufate (en la actual plaza de Sant Cugat del Rec), Santa María del Pino y San Pablo del Campo.
En el siglo V llegaron a la Tarraconense los visigodos, un pueblo germánico. Uno de sus reyes, Ataúlfo (410-415), se casó en 414 con Gala Placidia, hija del emperador Teodosio I, y estableció su corte en Barcino. La capitalidad apenas duró unos meses, pues Ataúlfo murió asesinado en su palacio por un esclavo de Sigerico; a su vez, Sigerico fue asesinado al cabo de una semana también en Barcino. Hacia 416 se permitió a los visigodos entrar en Hispania para controlar a los otros pueblos bárbaros establecidos, en calidad de fœderati de Roma. Durante el reinado de Eurico (466-484), el reino de los visigodos se declaró independiente de Roma. Eurico tomó la Tarraconense (470-475) y forzó con el hérulo Odoacro la deposición del último emperador romano de Occidente, Rómulo Augústulo, en 476. La evolución posterior de la ciudad corresponde ya a Barcelona.

## Arquitectura y urbanismo

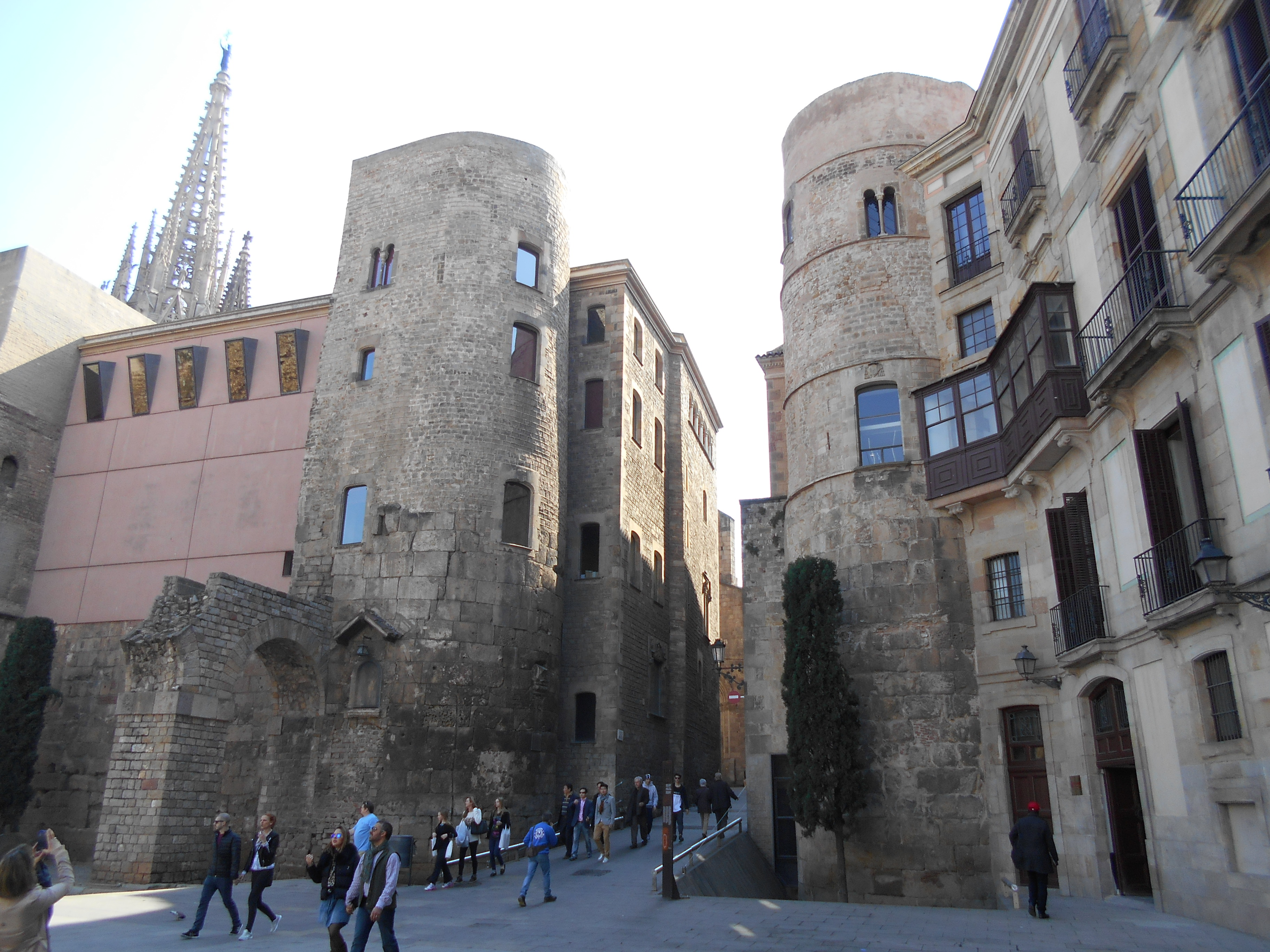
Portal del Bisbe, antigua puerta Praetoria de la Barcino romana, con las dos torres de defensa y restos de la muralla y del acueducto

Los romanos eran grandes expertos en arquitectura civil e ingeniería. Construían ciudades con un trazado racional y con servicios básicos, como el alcantarillado, así como caminos, puentes y acueductos. La arquitectura romana se basaba en la utilización de aparejos de sillería, ladrillo y mampostería y, frente al sistema arquitrabado griego, introdujeron el uso del arco, la bóveda y la cúpula. Adoptaron de los griegos el uso de los órdenes jónico y corintio, a los que añadieron el toscano y el compuesto.
El recinto de Barcino estaba amurallado, con un perímetro de 1,5 km, que protegía un espacio de 10,4 ha. La primera muralla de la ciudad, de fábrica sencilla, se comenzó a construir en el siglo I a. C. Tenía pocas torres, sólo en los ángulos y en las puertas del perímetro amurallado, de las que había cuatro: la Praetoria (plaza Nueva), la Decumana (calle Regomir), la Principalis Sinistra (plaza del Ángel) y la Principalis Dextra (calle del Call). Sin embargo, las primeras incursiones de francos y alamanes a partir de los años 250 suscitaron la necesidad de reforzar las murallas, que fueron ampliadas en el siglo IV. La nueva muralla se construyó sobre las bases de la primera y estaba formada por un muro doble de 2 m, con espacio en medio relleno de piedra y mortero. El muro constaba de 74 torres de unos 18 m de altura, la mayoría de base rectangular (diez con base semicircular, situadas en las portaladas).

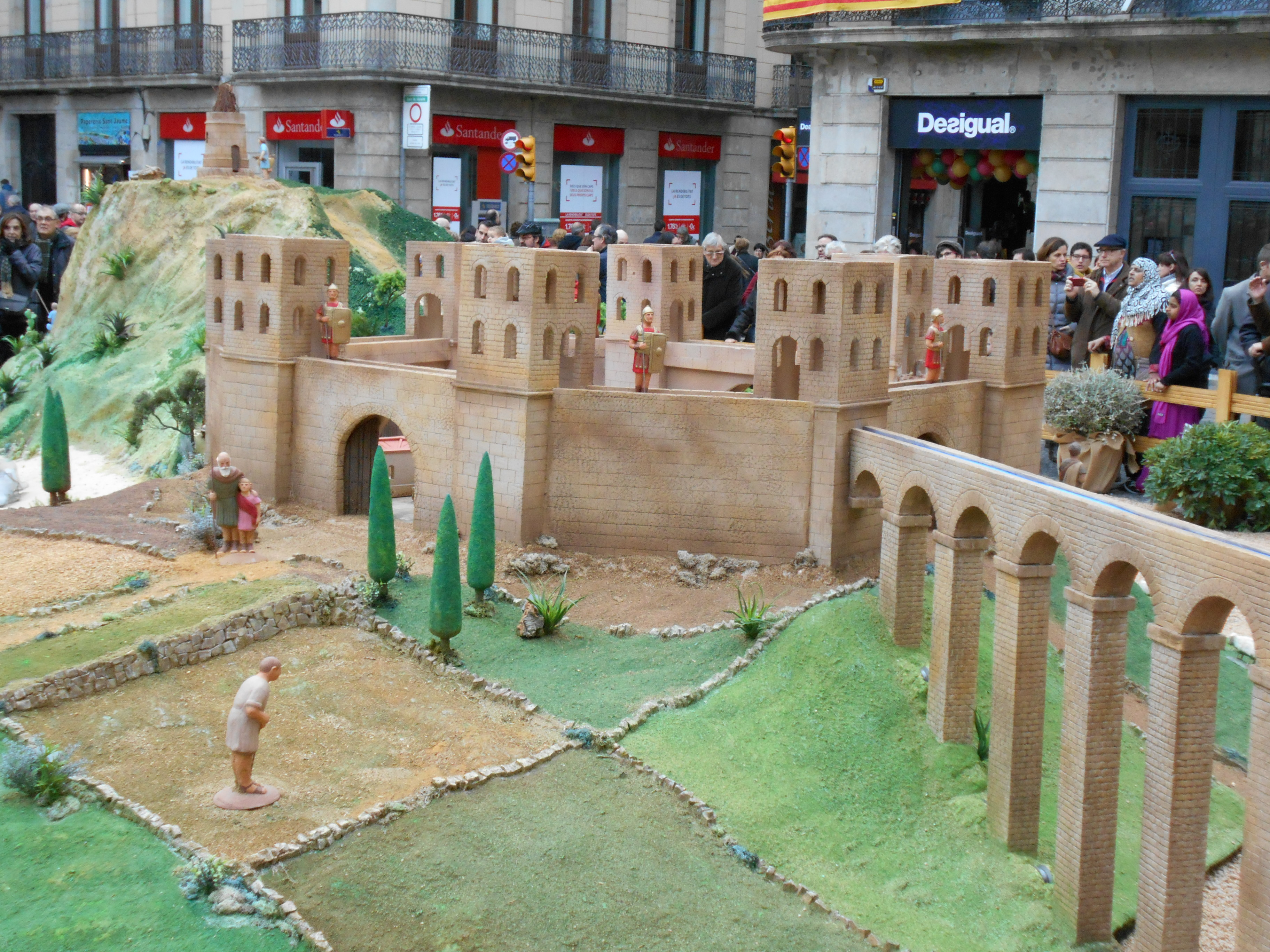
Reconstrucción de las murallas de Barcino en un pesebre ubicado en la plaza de San Jaime de Barcelona (2014)

Barcino tomó la forma urbana de castrum, inicialmente, y oppidum después, con los habituales ejes organizadores cardo maximus (actuales calles Llibreteria y Call) y decumanus maximus (calles Bisbe, Ciutat y Regomir); en la confluencia de ambos se hallaba el forum, la plaza central dedicada a la vida pública y a los negocios. Desde este centro, la ciudad seguía un trazado ortogonal, con manzanas cuadradas o rectangulares, siguiendo una disposición de mallas que partía de dos ejes principales: un orden axial horizontal (noroeste-sudeste) y otro vertical (nordeste-suroeste), los cuales marcarían el futuro trazado de la ciudad y sería recogido por Ildefonso Cerdá en su Plan de Ensanche de 1859.

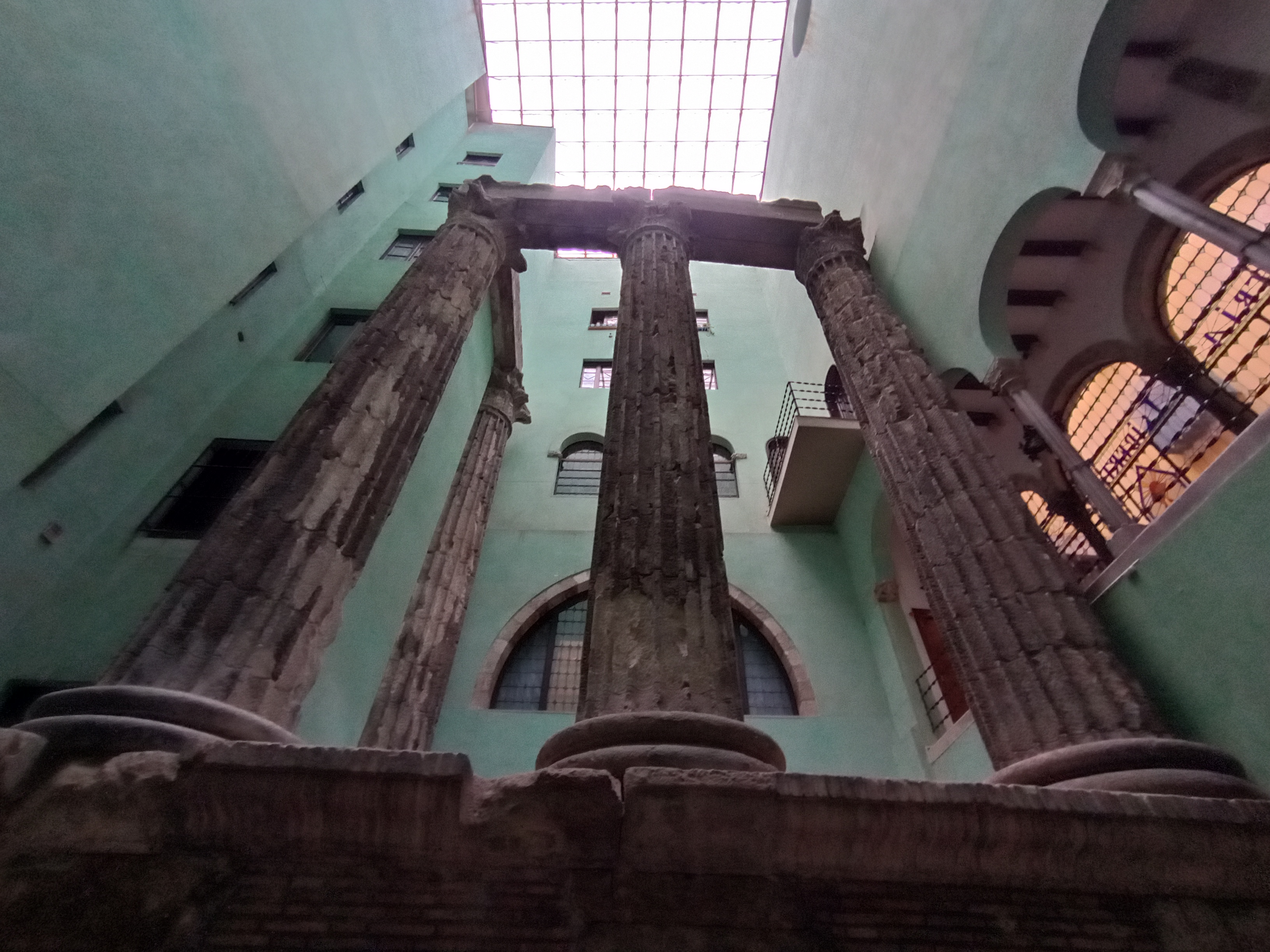
Restos de las columnas del templo de Augusto

En el foro se concentraban las construcciones dedicadas a los negocios, la justicia, las termas y demás edificios públicos, y era el lugar donde las autoridades se reunían en la Curia y la Basilica. El recinto del foro no ha sido claramente delimitado, pero parece coincidir aproximadamente con la actual plaza de San Jaime. En el foro se encontraba el templo de Augusto, primer emperador y fundador de la Barcino romana. Fue construido pocos años después de la fundación de la ciudad, probablemente a principios del siglo I d. C.. Era un edificio de planta rectangular, sobre podium, hexástilo y períptero, de unos 35 m de largo por 17,5 m de ancho. Entre la columnata, de orden corintio, se situaba la cella, un habitáculo que contenía la imagen o escultura del emperador Augusto, accesible desde el foro. De este templo se conservan tan solo tres columnas y partes del podio y del arquitrabe, situadas todavía en su emplazamiento original, aunque en la actualidad se hallan dentro del edificio del Centro Excursionista de Cataluña, en la calle Paradís.
Del resto de elementos conservados de época romana conviene resaltar la necrópolis, un conjunto de tumbas situado en el exterior del área amurallada, en la actual plaza de la Villa de Madrid: cuenta con más de setenta tumbas de los siglos ii y iii, con restos de aras, estelas y cupas, descubiertas casualmente en 1954. También hay restos de dos acueductos que conducían las aguas hacia la ciudad, uno de ellos desde la sierra de Collserola, al noroeste, y otro desde el norte, tomando agua del río Besós; ambos se unían enfrente de la puerta Praetoria de la ciudad —actual plaza Nueva—.

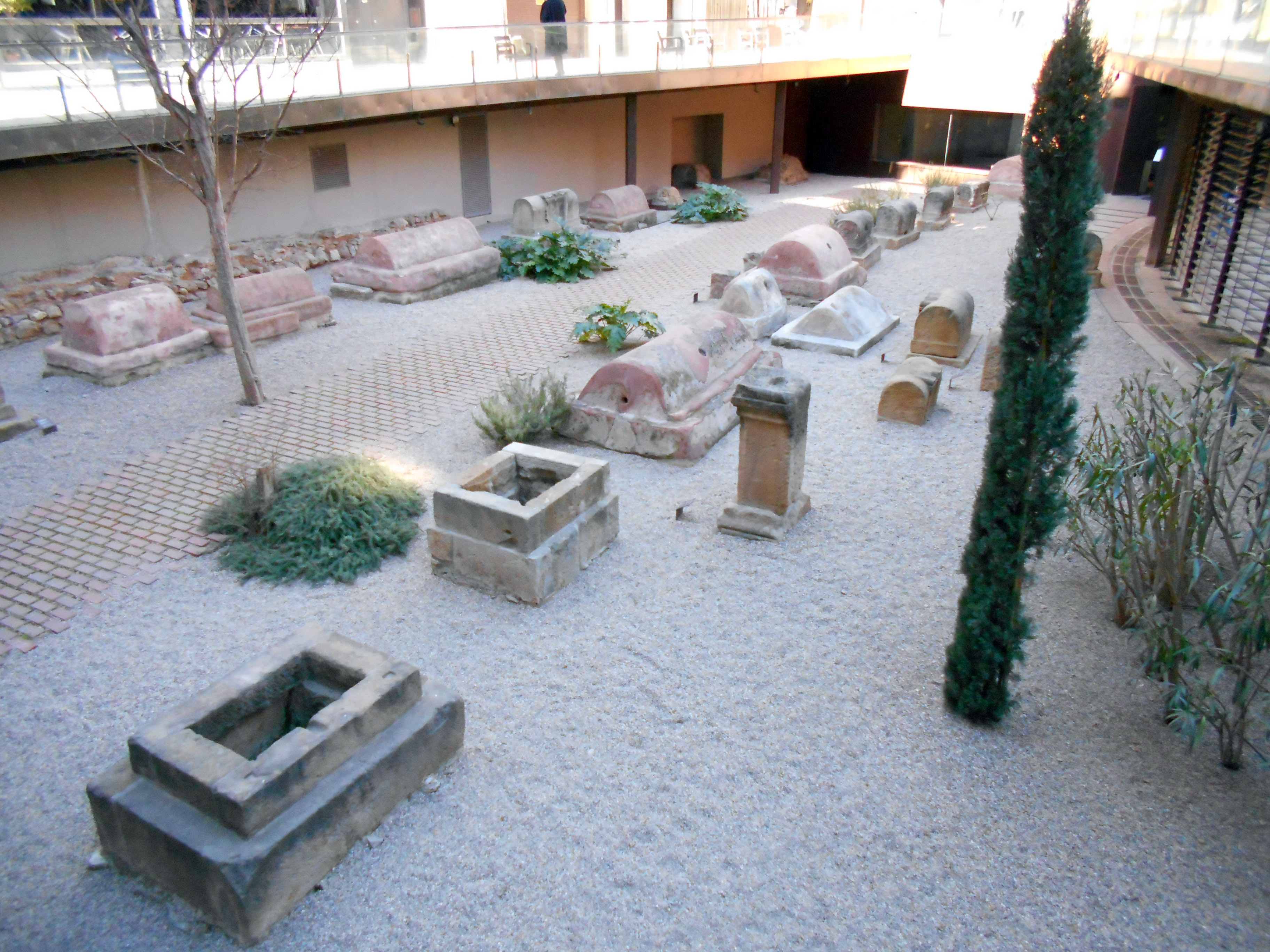
Necrópolis romana, plaza de la Villa de Madrid

A nivel doméstico, se conservan restos de una casa romana (domus) en la calle de Lladó, procedente del siglo I a. C. Era de modelo itálico, con atrio de entrada y una superficie construida de 500 m². Fue excavada en 1927 por Josep Calassanç Serra i Ràfols y algunos de sus mosaicos se conservan en el Museo de Arqueología de Cataluña. Otros restos son los de una domus situada en la calle San Honorato, en el subsuelo del edificio del Departamento de Presidencia de la Generalidad de Cataluña, originarios del siglo IV y excavados en 2003. Además de las viviendas urbanas, en los alrededores de la ciudad existían diversas villas rurales. Se han encontrado restos de la que debió ser una gran mansión en la actual plaza de Antonio Maura.
Existen testimonios de un gran edificio termal ubicado en la actual plaza de San Miguel, de alrededor del siglo II d. C., sobre el que se construyó la iglesia de San Miguel en la Edad Media, la cual conservaba hasta su derribo en 1868 un mosaico con representaciones de tritones y otros motivos marinos.

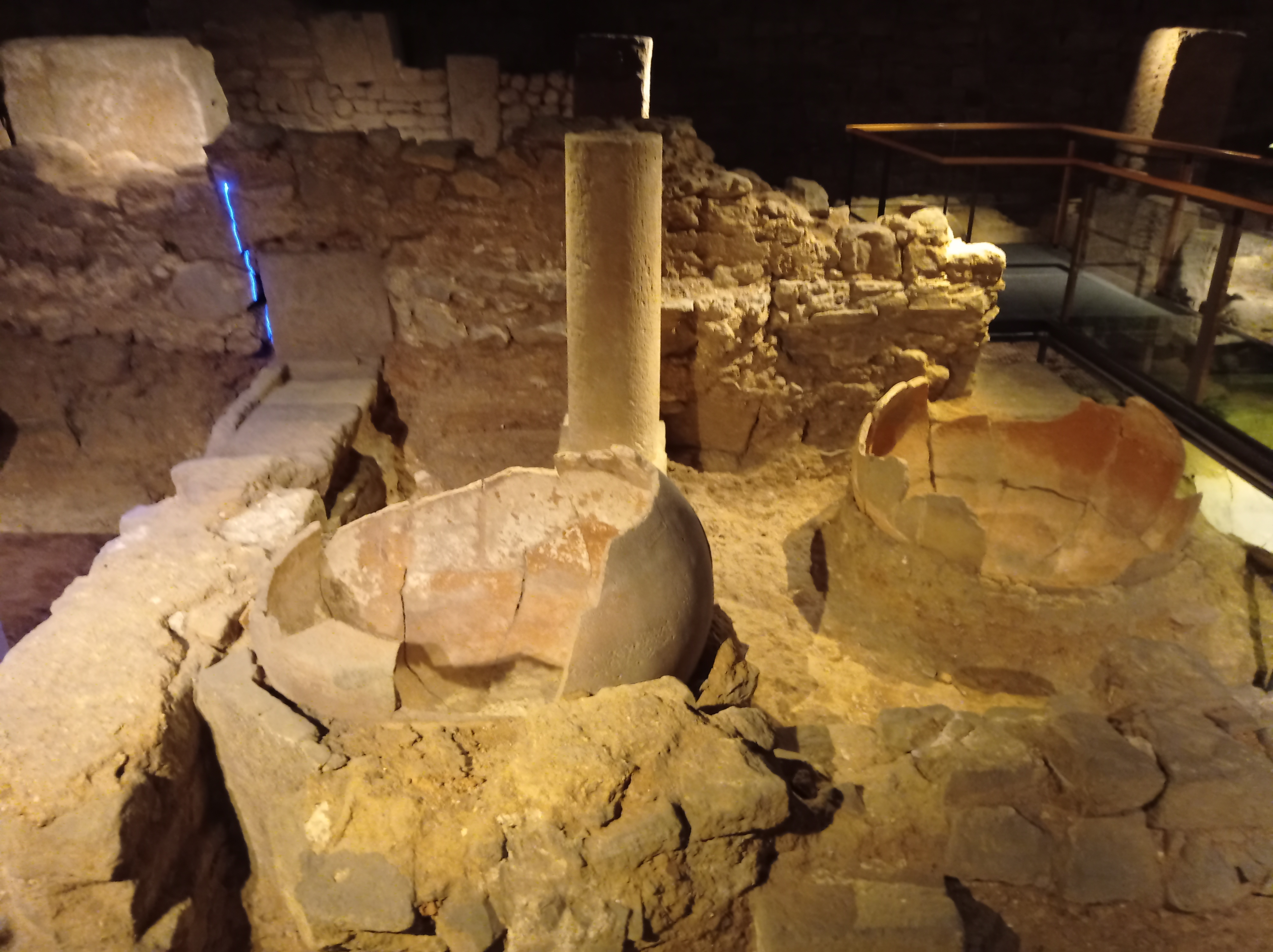
Restos de una cetaria (fábrica de salazón de pescado y garum), Museo de Historia de Barcelona

Una parte significativa de la antigua Barcino es visible en el subsuelo arqueológico del Museo de Historia de Barcelona, donde también se encuentran testimonios de sus monumentos y de la vida cotidiana de sus habitantes. La parte principal se corresponde al subsuelo de la calle de los Condes y de la plaza de San Ivo, donde se conservan restos de pavimentos, zócalos y diversas construcciones que debían corresponder al foro, así como algunos pedestales con inscripciones honoríficas. Entre los restos, se han identificado diversos negocios, como una fullonica (lavandería), una tinctoria (tintorería), una cetaria (fábrica de salazón de pescado y garum) y una cella vinaria (bodega). En las salas del museo se exponen diversas piezas de época romana, como algunas vasijas de aceite o trigo, cerámica, lápidas, una estela de mármol con el nombre de Barcino o varias esculturas, entre las que destacan unos bustos de Antonino Pío, Faustina y Agripina, un torso de Diana y un bronce de una figurilla conocida como Venus de Barcelona, del siglo I.

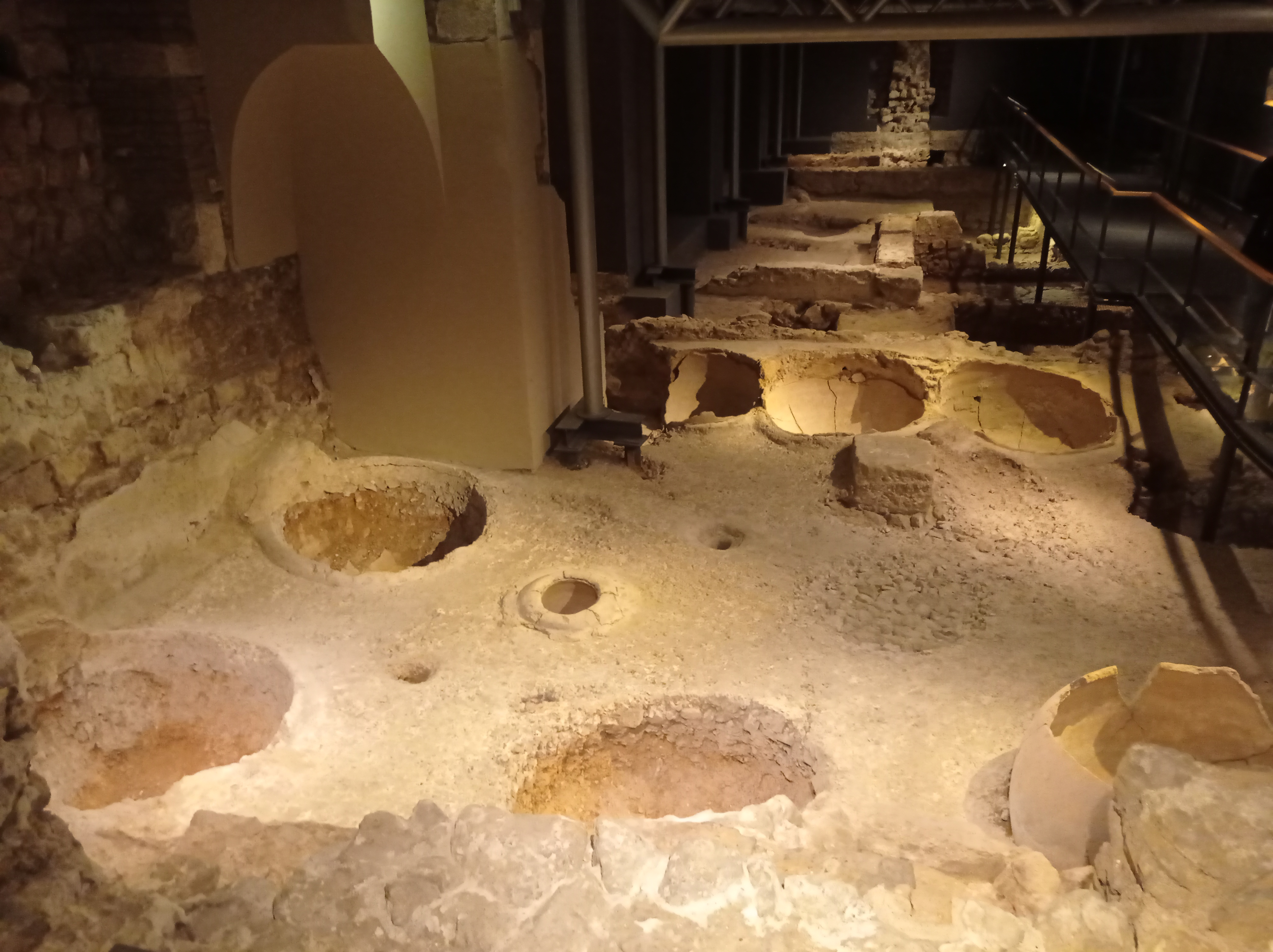
Restos de una cella vinaria (bodega), Museo de Historia de Barcelona

Otros restos se conservan en el Museo de Arqueología de Cataluña, entre los que destacan una columnata corintia procedente de la calle de Avinyó y un mosaico decorado con las Tres Gracias que fue hallado en el subsuelo del antiguo convento de la Enseñanza.
Entre finales del siglo III y principios del siglo IV, tras una crisis económica y política, Barcino vivió un nuevo momento de esplendor que se plasmó, como se ha visto, en la ampliación de las murallas. De esa época se han encontrado restos de ricas casas y villas, como un mosaico con representación de carreras de circo conservado en el Museo Arqueológico de Cataluña, o una pintura mural de un personaje a caballo encontrada en una casa de la calle Bisbe Caçador.
Con la instauración del cristianismo como religión oficial en el siglo IV, la producción artística se desarrolló alrededor de la temática religiosa, en el que se ha definido como arte paleocristiano. Este arte nació de las formas y tipologías romanas, pero con un nuevo contenido basado en la iconografía cristiana. En la arquitectura destacó como tipología la iglesia, heredera de la basílica romana, y se incorporaron nuevas formas como la planta de cruz latina —símbolo de Jesús—, y nuevos edificios como el baptisterio. El principal templo de la época fue la basílica de la Santa Cruz (siglos v-vii), germen de la actual Catedral de Barcelona, de la que quedan algunos restos situados en el subsuelo de la actual plaza de San Ivo y de la calle de los Condes, así como algunos restos escultóricos que se conservan en el Museo de Historia de la Ciudad. Era un templo de tres naves, con un baptisterio de planta cuadrada que albergaba una piscina octogonal. El conjunto episcopal incluía también un palacio y un aula (sala de recepción del obispo), así como diversos edificios secundarios.